# Номенклатура органічних сполук ІЮПАК
Міжнародна номенклатура IUPAC є міжнародно визнаною та найуживанішою номенклатурою хімічних сполук. Правила номенклатури органічних сполук детально описані в Синій книзі IUPAC (IUPAC Blue Book).

## Загальні засади
Номенклатуру із Синьої книги можна використовувати для надання систематичних назв усім сполукам, які містять щонайменш один атом Карбону й жодного елемента з груп 1-12. Базовим принципом для цього є пошук і називання вихідної структури (тобто тої, що лежить в основі фрагменту, який потрібно назвати).
Коли застосування конкретних назв має найбільший сенс з точки зору систематики або зрозумілості, IUPAC відносить їх до розряду «Преференційних назв IUPAC» (англ. Preferential IUPAC names, скорочено — PIN). Будь-які назви, що не є преференційними, але також не порушують загальні принципи номенклатури IUPAC, таким чином, відносяться до «Загальних назв IUPAC» (англ. General IUPAC names). Зазвичай преференційними назвами є систематичні назви сполук, але у випадку деяких відомих сполук преференційними є їхні усталені назви (англ. retained names). Наприклад, назви «фенол» і «оцтова кислота» завжди асоціюються з цими сполуками; тому вони є преференційними. Однак, наприклад, замість «ацетону», хоча це й є усталена назва, рекомендується вживати «пропан-2-он».
Принциповим елементом у номенклатурі органічних сполук IUPAC є Карбон. Тобто, назви сполук, що містять інші елементи окрім Карбону й Гідрогену, є похідними від схожих структур, які складаються тільки з Карбону й Гідрогену. У виданні Синьої книги 2013го року замінна номенклатура використовується для всіх натуральних елементів (тобто, тих, що не були штучно отримані) з груп 13-17:
| Група | 13          | 14          | 15        | 16         | 17       |
|       | B бор       | C вуглець   | N азот    | O кисень   | F фтор   |
|       | Al алюміній | Si кремній  | P фосфор  | S сірка    | Cl хлор  |
|       | Ga галій    | Ge германій | As астат  | Se селен   | Br бром  |
|       | In індій    | Sn олово    | Sb стибій | Te телур   | I йод    |
|       | Tl талій    | Pb свинець  | Bi бісмут | Po полоній | At астат |
| ----- | ----------- | ----------- | --------- | ---------- | -------- |

Таким чином, прості насичені сполуки цих елементів із воднем мають закінчення -ан (за аналогією з метаном, етаном і т. д.): {\displaystyle {\ce {BH3}}} — боран, {\displaystyle {\ce {AlH3}}} — алюман, {\displaystyle {\ce {SiH4}}} — силан, {\displaystyle {\ce {PH3}}} — фосфан тощо; це є основою «Загальної ан-номенклатури». Звісно, {\displaystyle {\ce {H2S}}} (сірководень), {\displaystyle {\ce {H3N}}} (амоніак) мають звичні тривіальні назви, які завжди використовуються при найменуванні цих сполук. Це, як зазначено вище, є преференційні назви, в той час як за допомогою ан-номенкатури утворюються загальні назви. З тієї ж причини сама сполука {\displaystyle {\ce {CH4}}} має назву «метан», а не «карбан».

## Типи назв у номенклатурі ІЮПАК
Номенклатура ІЮПАК виділяє три типи назв, що можуть застосовуватись:
- Систематичні: назви, що підібрані згідно спеціальних правил (див. Номенклатурні операції):

|             |               |
| Пентан-2-он | 3-Метилгексан |

- Напівтривіальні: назви, в яких тільки частина має систематичний зміст:

|       |           |
| Бутан | Гліоксаль |

- Тривіальні: назви, що часто описують певну властивість чи шлях походження сполуки, але не несуть ніякого систематичного змісту:

|        |         |
| Анілін | Ванілін |

## Номенклатурні операції
IUPAC пропонує використання різних номенклатурних операцій з метою створення найлаконічнішої та ємної назви для кожної конкретної сполуки. В деяких випадках одну й ту ж сполуку можна назвати по-різному, використовуючи різні набори операцій, але преференційною назвою (PIN) може бути тільки одна.
Деякі операції, через їхню уживаність, лежать в основі певних (під-)номенклатур ІЮПАК (тобто номенклатур, що більше підходять для конкретних класів сполук). Так, загальними номенклатурами для похідних вуглеводнів є замісна й радикально-функціональна номенклатури, поліциклічні сполуки називають переважно за номенклатурою фон Беєра, гетероцикли отримують свої назви за номенклатурою Ганча-Відмана.
Отже, наступні операції можуть буди проведені:

### Замісна операція
Один або кілька атомів водню в вихідній сполуці заміщено на інший атом або групу атомів.
| Етан (PIN) | Етантіол (PIN) | Бензен (PIN) | Бромобензен (PIN) |

### Замінна операція
Один атом або група атомів (окрім атомів водню) замінено на інший атом або групу атомів.
| Бензен (PIN) Силабензен (PIN)                   | Піран (PIN) Тіапіран (PIN)                                                      |
| Циклотетрадекан (PIN) Силациклотетрадекан (PIN) | Циклопента[cd]пентален (PIN) 1,2,3,4,5,6-Гексааза- циклопента[cd]пентален (PIN) |

### Адитивна операція
Молекула сполуки «збирається» з фрагментів без утрати атомів або груп.
| Нафталін (PIN) 1,2,3,4-Тетрагідронафталін (PIN) | Стирен оксид Етилбензен (PIN) 2-Фенілоксиран (PIN)                           |
| {\displaystyle {\mathsf {H_{3}C{-}\quad {+}\quad {-}OH\quad \quad \quad \Longrightarrow \quad \quad \quad H_{3}C{-}OH}}} Метил- Спирт Метиловий спирт (Префікс) (Функціональна група) Метанол (PIN) | Метил- Феніл- Етер Фенілметиловий етер (Префікс) (Функц. група) Анізол (PIN) |

### Субтрактивна операція
Сполука втрачає атом чи групу атомів, що відображується в її назві.
{\displaystyle {\ce {CH3*}}} — метил(-радикал) (PIN). Суфікс -ил означає втрату молекулою одного атома гідрогену ({\displaystyle {\ce {H*}}}).
{\displaystyle {\ce {CH3-CH2-}}} — етанід(-аніон) (PIN). Суфікс -ід означає втрату молекулою одного гідрона ({\displaystyle {\ce {H+}}}).
{\displaystyle {\ce {CH3-CH2-CH2-CH2+}}} — бутилій(-катіон) (PIN). Суфікс -ій означає втрату молекулою одного гідрид-аніона ({\displaystyle {\ce {H-}}}).
{\displaystyle {\ce {C6H5-SO2-O-}}} — бензенсульфонат (PIN). Суфікс -ат означає втрату молекулою -атної кислоти одного гідрона ({\displaystyle {\ce {H+}}}).
{\displaystyle {\ce {CH3-CH2-CH=CH2}}} — бут-1-ен (PIN). Суфікс -ен означає втрату молекулою двох атомів водню ({\displaystyle {\ce {H*}}}).
Також використовуються суфікси -ангідро (втрата молекули води), -дегідро (втрата молекули водню), -дезокси (втрата атома оксигену), -нор (втрата метильної групи, від англ. no radicals)

### Кон'юнктивна операція
Назва молекули будується з формальних назв її складових, що втратили однакову кількість атомів гідрогену.
|                      |                   |
| 2,2'-Біпіридин (PIN) | Циклопропан (PIN) |

### Мультиплікативна операція
Ця операція стосується молекул, які містять однакові фрагменти, з'єднані симетричною багатовалентною структурою.
|                                 |                              |
| 2,2'-Метилендибензонітрил (PIN) | 1,1'-Оксидициклогексан (PIN) |

### З'єднальна операція
Ця операція стосується молекул, що містять два кільця або кільцеві структури, які поєднані один з одним спільним атомом (або атомами та зв'язком між ними).
|                                     |                      |
| Спіро[циклопентан-1,1'-інден] (PIN) | бензо[8]анулен (PIN) |

## Конструювання назв ІЮПАК

### Замісна номенклатура
Замісна номенклатура — підрозділ номенклатури ІЮПАК, що призначена для створення назв похідних вуглеводнів. Як виходить із назви, ця номенклатура базується на замісній операції; однак, інші операції також можуть і навіть іноді мають застосовуватись у разі потреби. Згідно замісній номенклатурі, принципово назва будь-якої сполуки складається з наступних морфем:
| Локант | – | Префікс                     | – | Основа                                                                     | – | Локант | – | Суфікс                      |
| ------ | - | --------------------------- | - | -------------------------------------------------------------------------- | - | ------ | - | --------------------------- |
|        |   | Замісники головного ланцюга |   | Систематична або тривіальна назва головного вуглеводневого ланцюга (циклу) |   |        |   | Головна функціональна група |

В залежності від складності структури, префіксів і суфіксів може бути декілька.
Головною вважається така функціональна група, що в наступній таблиці стоїть найвище; усі інші групи, таким чином, відносяться до префіксів:
| Клас                    | Формула                                                                     | Префікс                                | Суфікс                 |
| ----------------------- | --------------------------------------------------------------------------- | -------------------------------------- | ---------------------- |
| Карбонові кислоти       | {\displaystyle {\ce {-COOH}}} {\displaystyle {\ce {-(C)OOH}}}               | -карбонова кислота -ова кислота*       |                        |
| Сульфокислоти           | {\displaystyle {\ce {-SO3H}}}                                               | Сульфо-                                | -сульфокислота         |
| Солі карбонових кислот  | {\displaystyle {\ce {-COO^{-}\ M+}}} {\displaystyle {\ce {-(C)OO^{-}\ M+}}} | «Метал» … -карбоксилат «Метал» … -оат* |                        |
| Естери                  | {\displaystyle {\ce {-COOR}}} {\displaystyle {\ce {-(C)OOR}}}               | R- … -карбоксилат R- … -оат*           |                        |
| Галогеніди кислот       | {\displaystyle {\ce {-CO-X}}} {\displaystyle {\ce {-(C)O-X}}}               | -карбонілгалогенід -оїлгалогенід*      |                        |
| Аміди карбонових кислот | {\displaystyle {\ce {-CO-NH2}}} {\displaystyle {\ce {-(C)O-NH2}}}           | -карбоксамід -амід*                    |                        |
| Нітрили                 | {\displaystyle {\ce {-CN}}} {\displaystyle {\ce {-(C)N}}}                   | -карбонітрил -нітрил*                  |                        |
| Альдегіди               | {\displaystyle {\ce {-CHO}}} {\displaystyle {\ce {-(C)HO}}}                 | Форміл- Оксо-                          | -карбоксальдегід -аль* |
| Кетони                  | {\displaystyle {\ce {(C)=O}}}                                               | Оксо-                                  | -он*                   |
| Спирти й феноли         | {\displaystyle {\ce {-OH}}}                                                 | Гідрокси-                              | -ол                    |
| Тіоли                   | {\displaystyle {\ce {-SH}}}                                                 | Сульфаніл-                             | -тіол                  |
| Гідропероксиди          | {\displaystyle {\ce {-OOH}}}                                                | Гідроперокси-                          | -гідропероксид         |
| Аміни                   | {\displaystyle {\ce {-NH2}}}                                                | Аміно-                                 | -амін                  |

*Атоми Карбону в дужках належать до основи, тому їх зазначають в назві основи, а не суфіксу.
Всі інші замісники позначаються тільки в префіксах: {\displaystyle {\ce {-Br}}} бромо; {\displaystyle {\ce {-Cl}}} хлоро; {\displaystyle {\ce {-ClO}}} хлорозил; {\displaystyle {\ce {-F}}} флуоро; {\displaystyle {\ce {-I}}} йодо; {\displaystyle {\ce {-NO2}}} нітро; {\displaystyle {\ce {-NO}}} нітрозо; {\displaystyle {\ce {=N2}}} діазо; {\displaystyle {\ce {-N3}}} азидо; {\displaystyle {\ce {-OR}}} R-окси (метокси, етокси…); {\displaystyle {\ce {-SR}}} R-сульфаніл тощо.
Отже, для побудови назви потрібно виконати наступні чотири пункти:
1. Визначити головний ланцюг (цикл). Для ациклічних сполук це, як правило, є найдовший ланцюг; для циклічних сполук це найбільший цикл. Якщо є декілька варіантів, потрібно вибрати той ланцюг або цикл, що містить:
  - Найвищу за рангом головну групу;
  - Максимальну кількість головних груп;
  - Максимальну кількість ненасичених зв'язків;
  - Максимальну кількість замісників.
2. Скласти назви до всіх замісників.
3. Пронумерувати головний ланцюг. Нумерація проводиться так, щоб отримати мінімальні локанти для (в порядку зменшення значимості):
  - Головних груп;
  - Ненасичених зв'язків;
  - Замісників;
  - Першого за абеткою замісника.
4. Скласти назву сполуки. При цьому замісники перелічують за абетковим порядком з позначанням їхніх локантів; якщо однакових замісників декілька, то локанти позначають через кому, а назва замісника отримує свій префікс ди-(ді-), три-(трі-)[K 1], тетра- тощо. В абетковому ліченні замісників не беруться до уваги числові префікси ди-, три- і т. д., а також втор-, трет-, ізо-, нео- і префікси о-, м-, п-. У випадку присутності стереоізомерних або енантіомерних центрів їхня конфігурація зазначається в дужках як найперший префікс.

Слід також зазначити, що локанти можна пропускати, якщо й за їхньої відсутності можна однозначно визначити позицію замісника (хлорометан, дііодоетан (у значенні 1,2-дійодоетан, але: 1,1-дійодоетан!) нітробензен тощо).
Приклади:
| (S)-2,6-Діаміногексанова кислота або (S)-лізин |  | (Z)-3-Метил-2-(пент-2-ен-1-іл)циклопент-2-ен-1-он або цис-жасмон |  | (2Z,4E,6E,8E)-3,7-Диметил-9- (2,6,6-триметилсиклогексен-1-іл)нона-2,4,6,8-тетраеналь або 11-цис-ретиналь |
| ---------------------------------------------- |  | ---------------------------------------------------------------- |  | --- |

У наведених прикладах також указані абсолютні стереохімічні конфігурації за правилами Кана-Інґольда-Прелога.

### Радикально-функціональна номенклатура
Радикально-функціональна номенклатура (англ. functional class nomenclature, нім. radikofunktionelle Nomeklatur) передбачає складання назв із назв замісників і назви функціонального класу (головні функціональні класи наведені у таблиці):
| Сполука                                                                                      | Назва функціональної групи                 |
| -------------------------------------------------------------------------------------------- | ------------------------------------------ |
| {\displaystyle {\ce {R-CO-X}}}, {\displaystyle {\ce {R-SO2-X}}}, {\displaystyle {\ce {R-X}}} | Галогенід (флуорид, хлорид, бромід, іодид) |
| {\displaystyle {\ce {R-CN}}}, {\displaystyle {\ce {R-NC}}}                                   | Ціанід, ізоціанід                          |
| {\displaystyle {\ce {R-C(O)-R'}}}                                                            | Кетон                                      |
| {\displaystyle {\ce {R-OH}}}                                                                 | Спирт                                      |
| {\displaystyle {\ce {R-SH}}}                                                                 | Тіол                                       |
| {\displaystyle {\ce {R-OO-R'}}}, {\displaystyle {\ce {R-OOH}}}                               | Пероксид, гідропероксид                    |
| {\displaystyle {\ce {R-O-R'}}}                                                               | Етер                                       |
| {\displaystyle {\ce {R-S-R'}}}, {\displaystyle {\ce {R-S-S-R'}}}                             | Сульфід, дисульфід                         |
| {\displaystyle {\ce {R-CO-N3}}}, {\displaystyle {\ce {R-N3}}}                                | Азид                                       |
| {\displaystyle {\ce {R-C(O)-O-(O)C-R}}}                                                      | Ангідрид                                   |

При утворенні назви спочатку зазначається замісник, а потім функціональна група:
| Метилпропіонат або метилпропаноат (PIN) | Ацетилхлорид (PIN) | Бензилізотіаціанат (ізотіаціанометилбензен (PIN)) |
| --------------------------------------- | ------------------ | ------------------------------------------------- |

Якщо функціональна група має валентність більше одного, то всі замісники перелічуються в абетковому порядку; у випадку однакових замісників використовується приставка ди- (ді-) або три- (трі-); якщо замісники приєднані до гетероатома, то це зазвичай також указується:
| Диметилбутандіоат (PIN) або диметилсукцинат | Діетилкетон (пентан-3-он (PIN)) | (N,N)-Диметилметанаміноксид (PIN) або триметиламіноксид |
| ------------------------------------------- | ------------------------------- | ------------------------------------------------------- |

Такі функціональні групи як спирт, етер та ангідрид пишуться окремим словом, а їхні замісники називаються у формі прикметника: етиловий спирт, діетиловий етер, оцтовий ангідрид.